# ادی بری
ادی بری (انگلیسی: Eddie Barry؛ ۲۵ اکتبر ۱۸۸۷ – ۲۸ اوت ۱۹۶۶) بازیگر اهل ایالات متحده آمریکا بود.
از فیلم‌هایی که وی در آنها نقش‌آفرینی نموده‌است، می‌توان به اول تجارت، بعد صداقت اشاره کرد.